# Letterkenny
54°57′24″N 7°43′13″V / 54.95667°N 7.72028°V
Letterkenny (Irsk: Leitir Ceanainn) er en irsk by i County Donegal i provinsen Ulster, i den nordlige del af Republikken Irland med en befolkning (inkl. opland) på 17.586 indb i 2006 (15.231 i 2002). Det er den største by i County Donegal, og sammen med den nærliggende by Derry er det countiets økonomiske centrum. Den er anlagt ved floden Swilly.
Donegal County Museum ligger på High Road i Letterkenny.